# Bulbophyllum turgidum
Bulbophyllum turgidum là một loài phong lan thuộc chi Bulbophyllum.